# Properdina
La Properdina (anche properidina) o fattore P è una proteina plasmatica in grado di promuovere l'attivazione del fattore 3 (C3) del complemento. Il fattore P si ritrova generalmente associato ad i fattori: A, B e 0. Tale complesso di proteine associate è un enzima a funzione proteolitica il quale viene attivato tramite l'interazione con immunocomplessi o antigeni di alcuni microorganismi; La sua attivazione costituisce la: via alternativa di attivazione del complemento o attivazione properdinica.
Il gene che codifica per tale proteina, conosciuto con le denominazioni: BFD, PFC, PFD, PROPERDIN, è localizzato sul cromosoma X a Xp11.4.

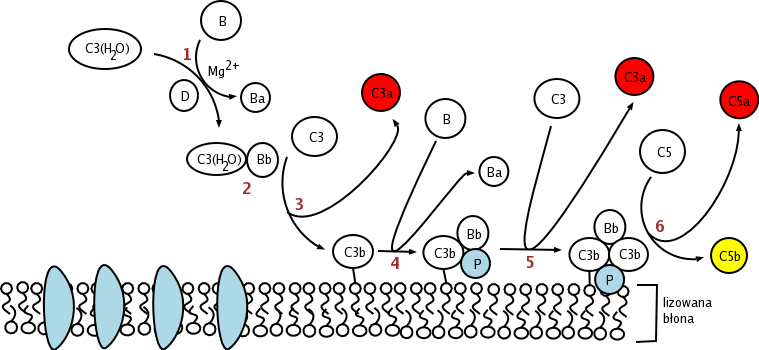
Via alternativa di attivazione del complemento, il fattore P è segnato in blu.

## Fisiologia
Il sistema del complemento è, insieme agli anticorpi, l'elemento essenziale dei meccanismi di difesa umorale contro gli agenti infettivi.
L'attivazione del complemento avviene con un meccanismo detto a cascata per attivazione sequenziale dei vari componenti complementari che circolano in forma inattiva.
La properidina fu scoperta da Louis Pillemer nel 1954.
Il fattore P assolve il ruolo di stabilizzare il complesso C3bBb, pertanto è in grado di consentire l'attivazione diretta dell'ultima tappa della via alternativa di attivazione del complemento per questo motivo tale attivazione prende anche il nome di attivazione properdinica, tale tappa non dipende da anticorpi, in quanto alcuni prodotti virali o batterici sono in grado di interagire con il C3, questa interazione causa un cambiamento conformazionale che destabilizza la molecola, le molecole trovandosi in stati conformazionali differenti saranno libere di interagire con altre molecole, l'interazione causerà un nuovo cambiamento conformazionale e la liberazione di nuove molecole in grado, a loro volta, di interagire con altre molecole, da tale processo risulterà un'attivazione in maniera sequenziale, la quale infine porterà alla liberazione di una serie di fattori che, a loro volta, andranno ad attivare la risposta immunitaria.